# SpaceX CRS-3
SpaceX CRS-3 (также известный как SpX-3) — пятый полёт автоматического грузового корабля Dragon компании SpaceX. Третий полёт в программе снабжения МКС, выполненный SpaceX по контракту Commercial Resupply Services (CRS) с NASA.
Dragon — единственный действующий корабль снабжения МКС, способный вернуть большие объёмы грузов на Землю.

### Запуск
Первый полет корабля Dragon на новой версии двухступенчатой ракеты-носителя Falcon 9 v1.1, в более тяжелой конфигурации, в отличие от предыдущих запусков на v1.0. Первый запуск ракеты-носителя в модификации Falcon 9 v1.1(R), оборудованной элементами повторного использования, в том числе посадочными стойками и реактивной системой управления (RCS), использующей сжатый азот. Впервые был произведен запуск Falcon 9 v1.1 без головного обтекателя, и успешно проведен эксперимент по мягкой посадке первой ступени в океан.
Изначально запуск космического корабля был назначена на 16 марта 2014 года. После неоднократных переносов запуск состоялся с четвёртой попытки: первый раз запуск был отложен на две недели, до 30 апреля, из-за наличия загрязнения в грузовом отсеке космического корабля Dragon. Второй раз старт отложили из-за неисправности радара системы слежения USAF.
Причиной третьего переноса запуска, запланированного на 14 апреля, стало нештатное давление в одном гелиевом клапане системы разделения ступеней, обнаруженное при предстартовом тестировании систем. Несмотря на то, что дальнейшие проверки не выявили утечки, а также на наличие резервной системы подачи гелия к пневматическим механизмам разделения ступеней, было принято решение отложить старт до 18 апреля, с целью дополнительной проверки системы.
Ракета-носитель Falcon 9 v1.1(R) использует сжатый гелий для многочисленных целей: создания повышенного давления в топливных баках, разделения ступеней, разгона турбонасосных агрегатов двигателей Merlin 1D, раскладывания посадочных стоек.
Запуск состоялся 18 апреля 2014 года в 19:25 UTC.
Через 10 минут после старта, после достижения верхней ступенью ракеты-носителя целевой орбиты с показателями 312 х 333 км, наклонение 51,65°, космический корабль был отстыкован. Через несколько минут, после манёвра ступени, предотвращающего столкновение с кораблём, отделилась и вторичная нагрузка миссии, 5 маленьких спутников, с суммарным весом 28 кг: KickSat, All-Star/THEIA, SporeSat, PhoneSat 2.5 и TSAT.

### Сближение и стыковка
20 апреля космический корабль достиг станции и в 11:14 UTC был захвачен манипулятором «Канадарм2», которым управляли астронавты: командир МКС-39 Коити Ваката (во время захвата) и Ричард Мастраккио (во время стыковки с МКС), а затем был пристыкован к модулю «Гармония» в 14:06 UTC.
30 апреля с помощью манипуляторов МКС «Канадарм2» и «Декстр» был извлечен из негерметического контейнера аппарат HDEV, 7 мая — аппарат OPALS.

### Полезная нагрузка
Dragon доставил на МКС 1518 килограммов полезного груза в герметичном отсеке, в том числе:
- Провизия и вещи для экипажа — 476 кг
- Материалы для научных исследований — 715 кг
- Оборудование для выхода в открытый космос — 123 кг
- Оборудование и детали станции — 204 кг
- Компьютеры и комплектующие — 0,6 кг

Среди прочего, корабль доставил пару ног для Robonaut 2, экспериментальную ферму VEGGIE, отремонтированный скафандр #3003 и запчасти к скафандрам.
В негерметичном отсеке были доставлены: камера высокой четкости для наблюдения за Землей HDEV (High Definition Earth Viewing) и лазерная коммуникационная система OPALS (Optical Payload for Lasercomm Science), которые в дальнейшем были размещены на борту МКС с использованием манипуляторов «Канадарм2» и «Декстр». Суммарный вес аппаратов — 571 кг.
Обратно на Землю Dragon вернул 1563 килограмма полезного груза, в том числе:
- Вещи экипажа — 158 кг
- Материалы научных исследований — 741 кг
- Оборудование и детали станции — 376 кг
- Оборудование для выхода в открытый космос — 285 кг
- Компьютеры и комплектующие — 4 кг

Среди прочего, возвращены два подключенных к сети корабля морозильника GLACIER. Для ремонта сублиматора на Землю возвращен скафандр #3015, размещенный в корабле на специальной стойке, на которой был доставлен на МКС отремонтированный скафандр #3003. Также возвращен для ремонта на Земле насос-сепаратор от скафандра #3010.

### Отстыковка и возвращение
Загрузка корабля проводилась в течение недели, 17 мая были загружены образцы экспериментов, критичные к времени доставки, после чего люк корабля был закрыт.
Расстыковку проводил командир экспедиции МКС-40 Стивен Суонсон, ему помогал космонавт Александр Скворцов, так же в загрузке корабля и подготовке к расстыковке участвовал космонавт Олег Артемьев.
18 мая в 12:00 UTC Dragon был расстыкован с модулем «Гармония» при помощи манипулятора «Канадарм2». В 12:50 UTC корабль был отведен манипулятором на 10 метров от станции и после необходимых проверок, фиксаторы «Канадарм2» были открыты в 13:26 UTC. При помощи трех включений двигателя, Dragon удалился от станции на 6 км. В 18:12 UTC включены двигатели на 10 минут для схода корабля с орбиты.
В 18:53 UTC на высоте 13,7 км раскрыт парашют, и в 19:05 UTC Dragon приводнился в 490 км западнее побережья Калифорнии.

### Возвращение первой ступени
Через 2 минуты 43 секунды после запуска, первая ступень ракеты-носителя Falcon 9 v1.1(R) отсоединилась от второй ступени на высоте около 80 км и скорости около 10 Махов. Был проведен эксперимент по контролируемому снижению, раскрытию опор и приводнению. Из-за шторма в районе приводнения ступень не найдена, однако, по данным телеметрии, получаемой, в том числе с летающего в районе приземления самолёта, эксперимент считается успешным.
Илон Маск сообщил, что последние данные телеметрии, полученные в «прямом эфире» в центре управления полётом, показали скорость 360 м/с, высоту 8,5 км и практически отсутствующее продольное вращение ступени. Последнее важно в связи с тем, что во время предыдущей попытки приводнения, вследствие сильного вращения ступени, произошло центрифугирование топлива в баках, что привело к перебоям в его подаче и невозможности запуска двигателей. Последующий просмотр данных телеметрии, записываемых самолётом вплоть до касания ступенью воды, подтвердил мягкое приводнение ступени.